# Marquesado de Domecq d'Usquain
El Marquesado de Domecq d'Usquain es un título nobiliario español creado por el rey Alfonso XIII el 18 de octubre de 1920 a favor de María del Carmen Núñez de Villavicencio y Olaguer Feliú, esposa de Pedro Jacinto de Domecq y Loustau de Montauban y madre de Pedro de Domecq Núñez de Villavicencio Loustau y Olaguer Feliú, I marqués de Casa Domecq. 
Su nombre se refiere al apellido del linaje de su esposo y al solar del mismo, la villa francesa de Usquain, que desde el 18 de abril de 1842, está unida con la de Tabaille, formando el municipio de Tabaille-Usquain, en el departamento de los Pirineos Atlánticos, en la región de Aquitania.

## Marqueses de Domecq d'Usquain
|                           | Titular                                                 | Periodo                   |
| Creación por Alfonso XIII | Creación por Alfonso XIII                               | Creación por Alfonso XIII |
| ------------------------- | ------------------------------------------------------- | ------------------------- |
| I                         | María del Carmen Núñez de Villavicencio y Olaguer Feliú | 1920-1924                 |
| II                        | Pedro Domecq y Rivero                                   | 1924-                     |
| III                       | Pedro Domecq e Hidalgo                                  | 1986-1995                 |
| IV                        | Pedro Domecq Gandarias                                  | 1995-actual titular       |

## Historia de los marqueses de Domecq d'Usquain
- María del Carmen Núñez de Villavicencio y Olaguer Feliú, I marquesa de Domecq d'Usquain.  Casó con Pedro Jacinto Domecq y Loustau de Montauban, principal propietario de la empresa bodeguera Pedro Domecq el 20 de noviembre de 1868. Sus hijos fueron:

1. Pedro Domecq y Núñez de Villavicencio Loustau y Olaguer Feliú, (1869-1921) I marqués de Casa Domecq
2. José Domecq y Núñez de Villavicencio Loustau y Olaguer Feliú (1870- )
3. María del Carmen Domecq y Núñez de Villavicencio Loustau y Olaguer Feliú (1872-1942)
4. María Josefa Domecq y Núñez de Villavicencio Loustau y Olaguer Feliú (1874- )
5. María de Jesús Domecq y Núñez de Villavicencio Loustau y Olaguer Feliú (1875- )
6. Manuel Domecq y Núñez de Villavicencio Loustau y Olaguer Feliú, (1877-1931) I vizconde de Almocadén
7. Luis Domecq y Núñez de Villavicencio Loustau y Olaguer Feliú (1880- )
8. Juan Pedro Domecq y Núñez de Villavicencio Loustau y Olaguer Feliú (1881-1937)
9. María de los Ángeles Domecq y Núñez de Villavicencio Loustau y Olaguer Feliú (1883- )

Le sucedió, de su hijo Pedro Domecq y Núñez de Villavicencio Loustau y Olaguer Feliú, I marqués de Casa Domecq casado con María Rivero y González, el hijo de ambos, por tanto su nieto:
- Pedro Domecq y Rivero, II marqués de Domecq d'Usquain y II marqués de Casa Domecq. Sin descendientes. Le sucedió el hijo de su hermano José Manuel Domecq y Rivero, casado con Carmen Hidalgo y Enrile, el hijo de ambos, su sobrino:

- Pedro Domecq e Hidalgo, III marqués de Domecq d'Usquain y III marqués de Casa Domecq.[1] Casado con Paloma Gandarias y Lozano. Son padres de:
  1. Pedro Domecq y Gandarias, que sigue;
  2. Cosme Domecq y Gandarias.

Le sucedió por cesión su hijo:
- Pedro Domecq Gandarias, IV marqués de Domecq d'Usquain,[2] IV marqués de Casa Domecq, casado con Pía García de la Peña y Pitarque.

Actual titular